# Bodas (ensayo)
Bodas es una obra escrita por Albert Camus entre 1936 y 1937. Uno de sus primeros trabajos, consiste en cuatro ensayos líricos (Noces à Tipasa, La vent à Djémila, L’été à Alger y Le d´sert), publicados por primera vez en 1938 en Argel por Edmond Charlot. La primera edición constó de sólo unos pocos ejemplares, y fue seguida de otras ediciones en 1941 y 1945. Con orígenes en Argelia, la tierra natal del autor, la obra refleja los pensamientos y el estado de ánimo del joven que era en aquel entonces. 
Es una de las primeras ocasiones en que Camus trata lo absurdo y el suicidio. El autor examina la esperanza religiosa, concluyendo con el rechazo de las religiones y de la vida después de la muerte. Todo y estos pensamientos y reflexiones aboga por el vivir. Concluye el ensayo con una de sus filosofías centrales: «Si hay pecado contra la vida, no consiste tanto en desesperar como en esperar otra vida y eludir la grandeza implacable de esta».

## Ensayos
- Bodas en Tipasa
- El viento de Djémila
- El verano en Argel
- El desierto

Bodas en Tipasa es uno de sus ensayos más conocidos, de donde se extraen a menudo las citas del autor sobre este período. Tipasa, con sus ruinas romanas y el Mediterráneo a sus pies, «celebra la boda del hombre con el mundo». En El viento de Djémila las ruinas se alzan sobre un espolón rocoso. El sol aún brilla, pero con el gran silencio denso y la presencia inquietante del viento. El verano en Argel es un ensayo dedicado a Jacques Heurgon, en el que reflexiona sobre la vida en la capital de Argelia durante el verano, con el mar y el sol, e incluso sobre cómo aquellos que viven en la pobreza se sienten realizados. El desierto, dedicado a Jean Grenier, relata su viaje a la Toscana.
Camus exalta sus sentimientos y su alegría, en su paseo por Tipasa, porque «el mundo es bello, y fuera de él no hay salvación». Una belleza que se traduce en esta definición de felicidad: «¿Qué es la felicidad sino la verdadera armonía entre el hombre y la existencia que lleva?». Incluso los períodos más difíciles de la vida pueden trascenderse, y piensa que «cierta continuidad en la desesperación puede engendrar alegría», lo que le lleva a concluir que «la esperanza, contrariamente a lo que se cree, equivale a la resignación. Y vivir no es resignarse».

## Ediciones
- 1938 - Noces (Alger Editions)
- 1957 - Noces (Gallimard)

## Traducciones
- 1954 - Bodas (Jorge Zalamea, Sur)
- 1980 - Bodas (Alberto Luis Bixio, Edhasa)
- 1981 - Bodas (Julio Lago Alonso, Aguilar)
- 2019 - Bodas (Yara Trevethan y Renata Riebeling, Editores Mexicanos Unidos)